# Dawsonite
La dawsonite è un minerale il cui nome è stato attribuito in onore di John William Dawson

## Abito cristallino
In cristalli radiali o aciculari o sotto forma di incrostazioni.

## Origine e giacitura
In vene idrotermali di bassa temperatura che si forma mediante decomposizione di silicati di alluminio e feldspati, in genere in giacimenti di cinabro.

## Forma in cui si presenta in natura
In globuletti o in croste formanti delle composizioni fibroso raggiate; in ciuffi di piccoli cristalli prismatici, a volte striati verticalmente.

## Caratteristiche chimico-fisiche
- Peso molecolare: 144 grammomolecole[1]
- Solubilità: il minerale risulta solubile negli acidi con effervescenza[3]
- Fosforescenza: assente[1]
- Luminescenza: ai raggi ultravioletti il minerale mostra una colorazione bianca opaca[1]
- Magnetismo: assente[1]
- Indice di elettroni: 2,42 g/cm³[1]
- Indici quantici[1]:
  - Fermioni: 0,0011863031
  - Bosoni: 0,9988136969
- Indici di fotoelettricità[1]:
  - PE: 0,94 barn/elettroni
  - ρ: 2,27 barn/cm³
- Indice di radioattività: GRapi: 0 (il minerale non è radioattivo)[1]

## Località di ritrovamento
- In Europa[3]: Kemana (Albania); 
  - In Italia[3]: Terlano (provincia di Bolzano); Valle Benedetta presso Livorno, in varie miniere del Monte Amiata (provincia di Siena), Orciatico presso Lajatico (provincia di Pisa);
- In altre località[3]: presso Ténès associata a barite e in arenarie argillose (Algeria); nella gola di Olduvai (Tanzania); a Muswellbrook, nel Nuovo Galles del Sud ove è stata trovata in rocce carbonatiche permiane (Australia); a Trenton presso Montréal (Canada), ove il minerale fu trovato per la prima volta.